# Таш-Кумир
Таш-Кумир (кирг. Таш-Көмүр) — місто обласного підпорядкування у Жалал-Абадській області Киргизької Республіки. В даний час до складу міста входять селища Шамалди-Сай, Кизилжар та село Тендік.

## Географія
Місто розташовано в північно-східній частині Ферганської долини. На північному заході межує з Аксийським районом, на північному сході — з містом Кара-Куль, а на сході — з Ноокенським районом. 
Таш-Кумир розташований на правому березі річки Нарин поряд з автотрасою Бішкек — Ош.  Відстань до міста Бішкек - 450 км, а до міста Джалал-Абад - 129 км. З'єднаний залізничною гілкою (33 км) зі станцією Уч-Курган (узб. Учқврғон) на лінії Андижан - Наманган.
Територія міста складає 48,3 км2 та знаходиться на висоті 585 метрів над рівнем моря.

## Населення
За даними перепису населення Киргизії 2009 року, чисельність населення міста склала 34 756 жителів, у тому числі киргизи — 30 530 осіб (87,8 %), узбеки — 2 635 осіб (7,6 %), росіяни — 680 осіб. 1,9%), татари - 542 особи (1,6%). 
Станом на 1 січня 2017 року чисельність населення становила 40 400 осіб.
У 1999 роцi киргизи становили 65 %, росіяни — 12 %, узбеки — 8 %, казахи — 1 %, татари — 7 %, українці — 1 %, таджики — 0,5 %, інші національності — 5 %.

## Історія
Перші поселення на нинішньому розташуванні міста Таш-Кумир виникли ще дореволюційний період із початком відкриття вугільних родовищ.
Розвиток видобутку вугілля розпочався з 1930-х років після будівництва залізниці Таш-Кумир – Андижан. У 1933 роцi було засновано шахтоуправління.
У 1930 році, коли в цьому регіоні відкрився вугільний басейн, було засновано маленьке шахтарське селище, яке у 1943 році переросло до міста.
Постановою ВЦВК від 20 грудня 1935 року в Киргизькій АРСР утворено новий Ташкумирський район із центром у населеному пункті Нарин, перейменованим тим самим постановою на населений пункт Ташкумир.
У 1989 році було введено в експлуатацію Завод напівпровідникових матеріалів, призначений для виробництва трихлорсилану, тетрахлориду кремнію, полікристалічного кремнію та синтетичних кварцових тиглів.

## Економіка
Поблизу міста знаходяться дві гідроелектростанції на річці Нарин – Таш-Кумирська та Шамалди-Сайська ГЕС.